# Mónica Rueda
Mónica Rueda Guardeño (nacida el 20 de enero de 1976 en Jaén, Andalucía) es una exjugadora de hockey sobre hierba española. Disputó los Juegos Olímpicos de Atlanta 1996 y Atenas 2004  con España, obteniendo un octavo y décimo puesto, respectivamente. 

## Participaciones en Juegos Olímpicos
- Atlanta 1996, puesto 8.
- Atenas 2004, puesto 10.